# O dvanácti měsíčkách
O dvanácti měsíčkách je pohádka pocházející ze sbírek Boženy Němcové. Ta ji slyšela od služky Márky v obci Ďarmoty. Samostatně vyšla v roce 1855 v almanachu Lada Nióla jako slovenská pohádka. Nejstarší známou verzi (pouze latinská zmínka „filiam colligere fraga in mense Februo“, tedy o dívce jdoucí v únoru na jahody) ze 14. století uvádí patrně mistr Klaret v díle Astronomiarius (zmiňuje se zde například i o sedmi planetách, ale pohádka je v části „de diebus“ týkající se únorových dní zaznamenána jako marginální přípisek neboli glosa na okraji listu). Snad sloužila jako kazatelské exemplum. Byla psána latinsky a měla délku jen 7 souvětí. Jako místo děje je zmíněno místo „Brundis“, což by mohlo být „Brundisium“, německy dříve přímo zvané jako „Brundis“. Poté se pohádka vyskytuje i v různých jiných jazycích. Dívka, která má v zimě sbírat jahody, se vyskytuje i v pohádce Lesoníčci (Die drei Männlein im Walde) od bratrů Grimmů. Takový typ pohádky, jakým je pohádka O dvanácti měsíčkách, klasifikuje Aarneho–Thompsonův katalog pod číslem 480 (patří tam i pohádka Grimmů nazvaná „Frau Holle“; srovnej s postavou Holeny). Český překlad díla Klareta roku 1924 nazval Václav Flajšhans jako Jahody v zimě.

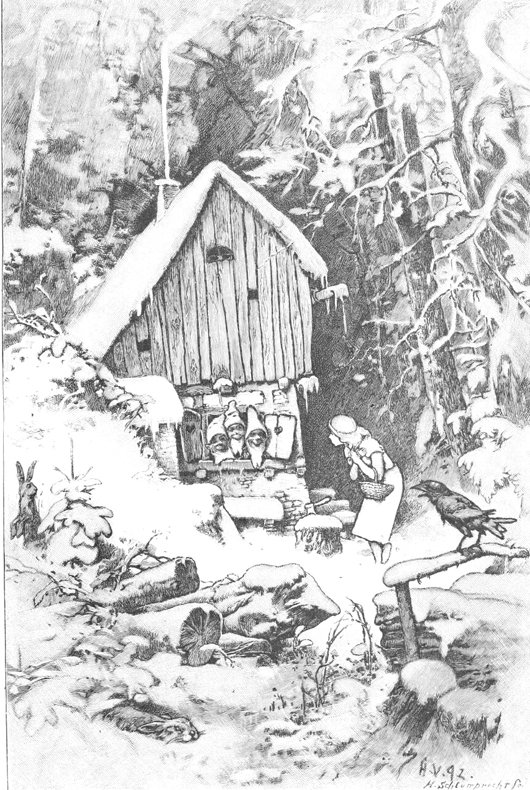
Ilustrace z roku 1854 k pohádce Lesoníčci.

Pohádka vypráví o dívce Marušce, kterou vyžene její sestra Holena a její matka pro jahody, pro borůvky a posléze i pro jablíčka uprostřed zimy; úkoly jí pomůže splnit dvanáct kouzelných bratrů měsíců.

## Filmové a televizní adaptace
- O dvanácti měsíčkách – československý televizní diafilm režiséra Jana Valáška z roku 1955
- Dvanáct měsíčků – sovětský animovaný film z roku 1956, režie Ivan Ivanov
- Dvanáct měsíčků – sovětský hraný film z roku 1972, režie Anatolij Granik
- O dvanácti měsíčkách – japonský animovaný film z roku 1980, režie Kimio Jabuki
- Dvanáct měsíčků – československý hraný televizní film režisérky Libuše Koutné z roku 1992. V hlavní roli Markéta Hrubešová.
- Dvanáct měsíčků – český hraný televizní film režiséra Karla Janáka z roku 2012. V hlavní roli Marie Majkusová.
- Tři bratři – český hraný film režiséra Jana Svěráka z roku 2014 podle dětských minioper Zdeňka Svěráka a Jaroslava Uhlíře
- O dvanácti měsíčkách – německý hraný televizní film z roku 2019, režie Frauke Thielecke

### Online dostupné dílo
- NĚMCOVÁ, Božena. O dvanácti měsíčkách : slovenská pohádka. Ilustrace Adolf Kašpar. Praha: Děd. Komenského, 1912. 16 s. Dostupné online.